# Constantin Fahlberg
Constantin Fahlberg (n. 22 decembrie 1850, Tambov, Imperiul Rus – d. 15 august 1910, Nassau, Renania-Palatinat, Germania) a fost un chimist rus care a descoperit zaharina în anul 1879, pe când lucra la Johns Hopkins University și încerca să creeze o vopsea nouă, utilizând derivați pe bază de cărbune.
Constantin Fahlberg a descoperit accidental gustul dulce al zaharinei, când, după o zi de muncă, a mâncat fără să se spele pe mâini. A doua zi s-a întors în laborator și a început să guste diferiți compuși rezultați din experiențele sale, până a descoperit substanța cu gust dulce.